# Élections aux Cortes de Castille-La Manche de 1995
Les élections aux Cortes de Castille-La Manche de 1995 (en espagnol : Elecciones a las Cortes de Castilla-La Mancha de 1995) se sont tenues le dimanche 28 mai 1995 afin d'élire les quarante-sept députés de la quatrième législature des Cortes de Castille-La Manche, parlement de la communauté.
Le scrutin voit la victoire du Parti socialiste de Castille-La Manche-PSOE (PSCM-PSOE), qui remporte une très courte majorité absolue des sièges.

## Contexte
Depuis 1982, la communauté autonome de Castille-La Manche est un fief du Parti socialiste ouvrier espagnol (PSOE) et présidée par le « baron » socialiste José Bono.
Lors des élections du 26 mai 1991, le Parti socialiste de Castille-La Manche-PSOE (PSCM-PSOE) s'impose avec 52,7 % des voix, 27 députés sur 47 et l'emporte dans les cinq provinces, ce qui constitue à l'époque son record et la première majorité absolue en voix pour un parti dans la région. Deuxième, le Parti populaire de Castille-La Manche, dont le chef de file est le maire de Tolède José Manuel Molina, totalise 36,2 % des suffrages et 19 parlementaires. Enfin, la Gauche unie de Castille-La Manche (IU-CLM) entre pour la première fois aux Cortes avec 6,2 % des voix et 1 mandat.
Les élections municipales du même jour confirment la domination du PSOE. Les socialistes remportent en effet 47,5 % des voix, contre 36,3 % aux conservateurs et 6,6 % aux écosocialistes. En conséquence, le PSOE contrôle douze des treize plus grandes villes de la communauté autonome, dont Albacete, Ciudad Real, Cuenca et Tolède. Quant à Guadalajara, elle passe sous l'autorité d'IU.
Les élections législatives anticipées du 6 juin 1993 vont enfoncer cette hégémonie socialiste. Avec 45,3 % des voix, le PSOE est en repli et se contente de 10 députés sur 20, soit autant que le PP avec ses 43 % et qui enregistre une hausse de l'ordre de dix points par rapport au scrutin de 1989. IU, toujours troisième avec un résultat de 7,6 %, reste exclue du Congrès des députés. Enfin, les élections européennes du 12 juin 1994 ont révélé une brutale inversion des rôles, le PP s'imposant – une première dans la communauté autonome depuis 1983 – avec 47,9 % des suffrages, contre 37,9 % des voix au PSOE.

## Mode de scrutin

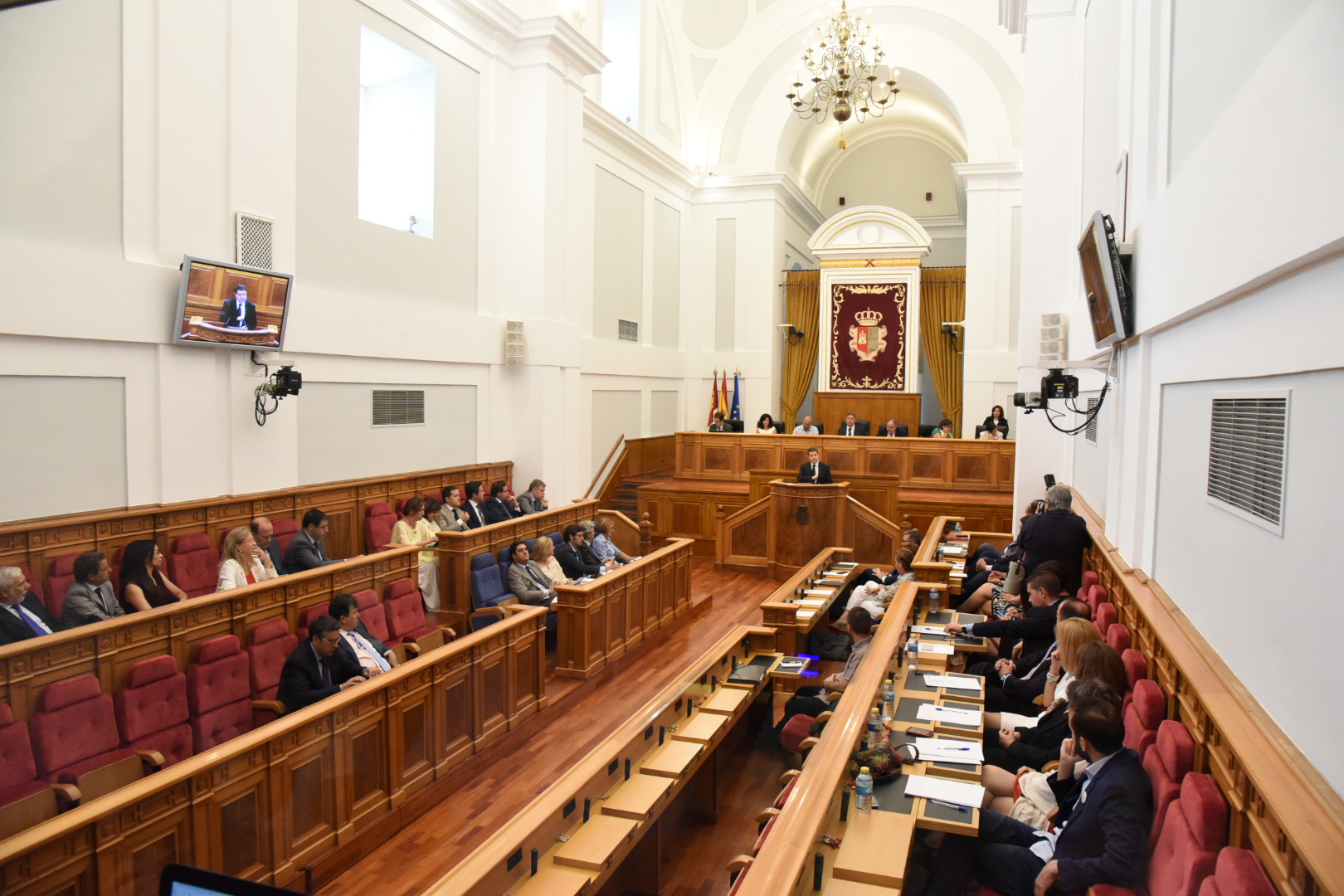
Salle des séances des Cortes de Castille-La Manche.

Les Cortes de Castille-La Manche (en espagnol : Cortes de Castilla-La Mancha) se composent de 47 députés, élus pour un mandat de quatre ans au suffrage universel direct, suivant le scrutin proportionnel à la plus forte moyenne d'Hondt.
Chaque province constitue une circonscription, à raison de 10 sièges pour Albacete, 11 sièges pour Ciudad Real, 8 sièges pour Cuenca, 7 sièges pour Guadalajara et 11 sièges pour Tolède. Seules les forces politiques – partis, coalitions, indépendants – ayant remporté au moins 3 % des suffrages exprimés au niveau d'un territoire provincial participent à la répartition des sièges.

## Campagne

### Partis et chefs de file
| Force politique | Force politique                                                                           | Chef de file                      | Idéologie                                         | Score en 1991              |
| --------------- | ----------------------------------------------------------------------------------------- | --------------------------------- | ------------------------------------------------- | -------------------------- |
|                 | Parti socialiste de Castille-La Manche-PSOE Partido Socialista de Castilla-La Mancha-PSOE | José Bono (Président de la Junte) | Centre gauche Social-démocratie, progressisme     | 52,7 % des voix 27 députés |
|                 | Parti populaire Partido Popular                                                           | José Manuel Molina                | Centre droit Conservatisme, démocratie chrétienne | 36,2 % des voix 19 députés |
|                 | Gauche unie Izquierda Unida                                                               | José Molina Martínez              | Gauche Écosocialisme, républicanisme              | 6,2 % des voix 1 député    |

## Résultats

### Voix et sièges
| Inscrits                                                | Inscrits                 | Inscrits                 | 1 352 958 |             |                      |                      |
| Abstentions                                             | Abstentions              | Abstentions              | 286 387   | 21,17 %     |                      |                      |
| Votants                                                 | Votants                  | Votants                  | 1 066 571 | 78,83 %     |                      |                      |
|                                                         |                          |                          |           |             |                      |                      |
| Bulletins enregistrés                                   | Bulletins enregistrés    | Bulletins enregistrés    | 1 066 571 |             |                      |                      |
| Bulletins blancs ou nuls                                | Bulletins blancs ou nuls | Bulletins blancs ou nuls | 18 825    | 1,77 %      |                      |                      |
| Suffrages exprimés                                      | Suffrages exprimés       | Suffrages exprimés       | 1 047 746 | 98,23 %     | 47 sièges à pourvoir | 47 sièges à pourvoir |
|                                                         |                          |                          |           |             |                      |                      |
| Liste                                                   | Tête de liste            |                          | Suffrages | Pourcentage | Sièges acquis        | Var.                 |
| Parti socialiste de Castille-La Manche-PSOE (PSCM-PSOE) | José Bono                |                          | 483 888   | 46,18 %     | 24 / 47              | 3                    |
| Parti populaire (PP)                                    | José Manuel Molina       |                          | 469 127   | 44,77 %     | 22 / 47              | 3                    |
| Gauche unie (IU)                                        | José Molina Martínez     |                          | 80 482    | 7,68 %      | 1 / 47               | en stagnation        |
| Autres listes                                           | Néant                    |                          | 14 249    | 1,36 %      | 0 / 47               |                      |

### Analyse
En dépassant les 1 000 000 de votants, le taux de participation monte au-delà des 76 % et établit un record en quatre élections, alors que le scrutin précédent était marqué par la première hausse de l'abstention depuis 1983. Ce sont ainsi 120 000 inscrits supplémentaires qui se sont rendus aux urnes.
Cette affluence croissante ne profite en rien au Parti socialiste de Castille-La Manche-PSOE, qui abandonne à peine 6 000 voix en quatre ans et fait montre d'une certaine stabilité. Il manque de peu de perdre sa majorité absolue, notamment du fait de la très forte progression du Parti populaire, qui engrange pas moins de 160 000 suffrages nouveaux et vient toucher la barre des 45 % des suffrages exprimés, alors que son record se situait juste au-dessus de 41 % jusqu'à présent. Il repasse ainsi en tête à Cuenca et Guadalajara, mettant à mal l'hégémonie des socialistes qui avaient réussi le grand chelem en 1991. Quant à la Gauche unie, elle gagne 23 000 voix mais reste bloquée à son seul siège dans la province d'Albacete.
Du fait du mode de scrutin, l'opposition cumule 52,5 % des voix et 66 000 voix de plus que le PSCM-PSOE, mais ne contrôle que 48,9 % des sièges des Cortes.

### Conséquences
Le 30 juin, José Bono est investi président de la Junte des communautés pour un quatrième mandat, par 24 voix contre 23. Il est alors le seul dirigeant régional socialiste à disposer d'une majorité absolue.